# CRFS 7–10
Die CRFS 7–10 waren Schnellzuglokomotiven der Compagnia Reale delle Ferrovie Sarde (CRFS).
Sie waren die ersten normalspurigen Fahrzeuge Sardiniens.

## Geschichte
Die vier zweifach gekuppelten Lokomotiven wurden 1871 von Hawthorn an die CRFS geliefert.
Sie erhielten die Nummern 7–10.
Die italienischen Staatsbahnen (FS) reihten anlässlich der Übernahme der CRFS 1920 die vier Maschinen als 110.001–004 in ihre Reihe 110 (Zweitbesetzung) ein, musterte sie aber sofort aus.